# Nancy Hafkin
Nancy Hafkin (1942) è un'informatica sudafricana.
È stata una pioniera delle reti informatiche e si è dedicata allo sviluppo delle comunicazioni elettroniche in Africa promuovendo il Pan African Development Information System (PADIS) della Commissione economica per l'Africa delle Nazioni Unite (UNECA) dal 1987 al 1997. Nancy Hafkin ha rivestito un importante ruolo nel promuovere e rendere proficuo l’impegno dell’Association for progressive communications che ha consentito la connettività e-mail in più di 10 paesi africani nei primi anni '90, prima che la piena connessione a Internet diventasse una realtà in gran parte dell'Africa. L'APC (sede centrale a Johannesburg) ha istituito il premio annuale Nancy Hafkin per l'innovazione nell'informatica in Africa, che dà riconoscimento alle iniziative più rilevanti che si siano avvalse delle tecnologie dell'informazione e delle comunicazioni (ICT) per incentivare lo sviluppo.
Nancy Hafkin ha curato Cenerentola or Cyberella? Empowering Women in the Knowledge Society, pubblicato nel 2006, una raccolta di saggi che parlano dei modi in cui le tecnologie dell'informazione e della comunicazione danno potere alle donne.

## Premi e riconoscimenti
Nel 2012, Hafkin è stata inserita nella Internet Hall of Fame dalla Internet Society .

## Opere
- Nancy Hafkin e Sophia Huyer (a cura di), Cenerentola or Cyberella? Empowering Women in the Knowledge Society, Kumarian Press, 2006, ISBN 9781565492196.[5]